# Musa alinsanaya
Musa alinsanaya är en enhjärtbladig växtart som beskrevs av Ramon V. Valmayor. Musa alinsanaya ingår i släktet bananer, och familjen bananväxter.
Artens utbredningsområde är Filippinerna. Inga underarter finns listade i Catalogue of Life.